# Пригородная железная дорога Стокгольма
Пригородная железная дорога Стокгольма — шесть линий электрических поездов, соединяющих центр Стокгольма с Сёдертелье, Нюнесхамном и Гнестой (швед. Gnesta) на юге, с Уппсалой и Мэршта (Märsta) на севере, и с Больста (Bålsta) на северо-западе. Входит в систему общественного транспорта Стокгольма. Проезд не требует покупки отдельного билета, за исключением проезда до станций вне Стокгольмского лэна (Stockholms län): станций в северной части дороги между станциями Уппландс Вэсбю (швед. Upplands Väsby) и Уппсалой, а также с отдельным тарифом при входе и выходе на платформе станции аэропорта Арланда.
Общее число станций — 54. По статистическим подсчётам от 2022 года перевозила в обычный будний день 342 000 человек. нр ссылки По загруженности второй и третьей станцией после центральной станции (Stockholm City) являются станции Уденплан (Odenplan) и Сёдра (Södra station). Первые две из этих станций (Stockholm City и Odenplan) находятся на отрезке движения проходящего под центральными частями города железнодорожного туннеля Citybanan. Только на этих двух станциях установлены платформенные раздвижные двери. Станция Флемингсберг находится рядом с Каролинским институтом и кампусом Университета Сёдёртёрна, на этой станции также останавливаются поезда дальнего следования следующие в южном направлении (в обратном направлении большинство поездов дальнего следования, кроме Mälartåget, только на высадку).
Длина платформы — 214 метров, что равняется двум поездам по 107,1 метра. Принадлежит государству, контролируется частным акционерным обществом Storstockholms Lokaltrafik (SL), эксплуатировалась департаментом китайской MTR Corporation с декабря 2016 года, с 2024 года — шведскими железными дорогами SJ.
В основном интервал движения в дневное время по будним дням — 15 минут, расписание движения отличается по субботам и воскресеньям, а также по праздничным дням. В часы пик на станции в центре Стокгольма поезда движущиеся в разных направлениях, могут приходить каждые четыре с половиной минуты.

## История
Железная дорога в Стокгольме существовала с конца XIX века, но лишь к концу 1960-х годов администрация лена Стокгольм решила объединить систему оплаты за проезд со Стокгольмским метрополитеном. Для этого были закуплены новые электрические поезда, подходящие для движения в закрытых туннелях, ж/д станции модернизированы, чтобы походить на станции метро. Движение SL förortståg («SL пригородный поезд») началось 12 мая 1968 года между Сёдертелье (сейчас Södertälje Hamn) и Кунгсэнген. Позднее сервис был переименован в SL lokaltåg («SL местный поезд»), а в 1980-х — в Stockholms pendeltåg («поезд-маятник Стокгольма»).
1 июня 1969 года дорогу продлили до Мэршты; в 1975 году открыли движение по направлению до Вэстерханинге (швед. Västerhaninge) с пересадкой до Нюнесхамн.
В 1986—1996 годах число путей было удвоено и к 2001 году пригородные станции стали принимать поезда каждые 15 минут, а в часы-пик — чаще.
Использовались поезда модели «SL X10» (1983—1993).
С 2000 года ведение бизнеса было передано в частные компании: «Citypendeln» (2000—2006, использовал бывшие в употреблении поезда X420 Deutsche Bahn), «Stockholmståg» (SJ AB) (2006—2016), MTR Nordic (2016—2026, с возможностью продления до 2030 года).
В 2001 году движение продлили на север до Больсты (швед. Bålsta).
9 декабря 2012 года открылась станция в аэропорту Арланды. Открытию станции с 2007 года препятствовала компания Arlanda Express.

## Направления
В 2009—2017 годах строились две новые станции в центре города (под Т-Централен и под Уденпланом), а также велись работы по рытью шестикилометрового туннеля «Citybanan», прошедшего под Стокгольмом. Туннель прорыт под озером Меларен и используется только пригородными поездами, что сделало транспортную систему Стокгольма более пунктуальной и надежной. 10 июля 2017 года открылась новая центральная станция «Stockholm City», вырытая под станцией «T-Centralen». До этого поезда останавливались на ж/д вокзале, что замедляло пересадку пассажиров. Чуть позже под станцией метро «Уденплан» была открыта «Stockholm Odenplan». С открытием новых станций старые направления J33—J38 были заменены на новые J40—44 и J48.
Из шести направлений максимально загружены только два — J40 и J41. Направления 41X, 42X, 43X используются в час пик и не останавливаются на нескольких непопулярных станциях.
| Номер                                        | Направление                                                 | Время в пути                                 | Протяженность | Количество станций |
| -------------------------------------------- | ----------------------------------------------------------- | -------------------------------------------- | ------------- | ------------------ |
| 40                                           | Uppsala C – Arlanda C – Stockholm City – Södertälje centrum |                                              |               | 25                 |
| 41                                           | Märsta – Stockholm City – Södertälje centrum                |                                              |               | 24                 |
| 42                                           | Märsta – Stockholm City – Nynäshamn                         |                                              |               | 21                 |
| 43                                           | Bålsta – Stockholm City – Nynäshamn                         |                                              |               | 28                 |
| 44                                           | Kallhäll – Stockholm City – Älvsjö                          |                                              |               | 21                 |
| 48                                           | Södertälje centrum – Gnesta                                 | 0:31                                         | 30 km         | 6                  |
| Схема Пригородной железной дороги Стокгольма | Схема Пригородной железной дороги Стокгольма                | Схема Пригородной железной дороги Стокгольма | 246 км        | 53                 |

## Технические характеристики поезда
Моделью поезда, используемой с 2005 года на пригородной железной дороге Стокгольма, является «SL X60», модификация модели «Coradia Nordic», производимой французской компанией «Alstom» в городе Зальцгиттер. Пригородные направления обслуживают 83 поезда, ещё 46 были заказаны за 440 млн Евро. Выбор модели обусловлен необходимостью соответствовать требованиям станции закрытого типа — иметь платформенные раздвижные двери.
Колея — европейская. Используемый токоприёмник — пантограф напряжением 15 киловольт. Чтобы увеличить площадь вагона, сцепление установлено на крыше. Максимальная скорость — 160 км/ч; средняя скорость передвижения, включая время остановки — 60 км/ч. Поезд может эксплуатироваться при температуре −35 °C, а хранится при −40 °C.
Поезд имеет длину в 107 метров, разделен на 6 вагонов и имеет 374 сидячих места и 530 стоячих, перемещение между вагонами свободное. Стандартный набор в два поезда может принять 1808 пассажиров.
Вагоны отвечают шведским стандартам безопасности на железной дороге — все материалы не воспламеняются, камеры видеонаблюдения охватывают всё пространство вагона.

## Направления до 2018 года
Шесть линий J33-J38 действовали до начала 2018 года.

### J35
На маршруте 26 станций:
- Bålsta
- Bro
- Kungsängen
- Kallhäll
- Jakosberg
- Barkarby
- Spånga
- Sundbuberg
- Karlberg
- Stockholm City
- Stockholm Södra
- Årstaberg
- Älvsjö
- Farsta Strand
- Trångsund
- Skogås
- Handes
- Jordbro
- Västerhaninge
- Krigslida
- Tungelsta
- Hemfosa
- Segersäng
- Ösmo
- Nynäsgård
- Gröndalsviken
- Nynäshamn

### J36
- Märsta
- Rosersberg
- Upplands Väsby
- Rotebro
- Norrviken
- Näggvik
- Sollentuna
- Helenelund
- Ulriksal
- Solna
- Karlberg
- Stockholm City
- Stockholm Södra
- Årstaberg
- Älvsjö
- Stuvsta
- Huddinge
- Flemingsberg
- Tullinge
- Tumba
- Rönninge
- Östertälje
- Södertälje Hamn
- Södertälje Sud
- Järna
- Mölnbo
- Gnesta

### J37
- Södertälje Centrum
- Södertälje Hamn
- Södertälje Syd
- Järna
- Mölnbo
- Gnesta

### J38 Уппсала-Arlanda аэропорт-Stockholms Central-Эльвшё)
Линия добавлена в 2012 году и проходит от Эльвшё до Уппсалы через Stockholms Central и Arlanda C. За поездку в Уппсалу взимается отдельная плата, поскольку город находится в другом административном регионе. Также дополнительная плата взимается с пассажиров, выходящих в аэропорту Арланда. Это связано с тем, что постройка станции и отрезок путей, ведущих к ней, финансировался частной компанией, являющейся владельцем, и оперирующей скоростным поездом Arlanda Express. Время поездки от центрального вокзала Стокгольма (T-centralen) не отличается от поездки автобусом (35-40 минут).
- Uppsala C
- Knivsta
- Flygplats Arlanda
- Upplands Väsby
- Rotebro
- Norrviken
- Näggvik
- Sollentuna
- Helenelund
- Ulriksal
- Solna
- Karlberg
- Stockholm City
- Stockholm Södra
- Årstaberg
- Älvsjö